# مغامرات في أوديسي
مغامرات في أوديسي (بالإنجليزية: Adventures in Odyssey)‏ هي سلسلة دراما وكوميدية إذاعية مسيحية إنجيلية تم إنشاؤها وإنتاجها من مؤسسة التركيز على العائلة.
بثت السلسلة أول مرة في عام 1987 تحت عنوان صور الأسرة. اعتبارًا من عام 2005، بلغ متوسط الحضور اليومي للمعرض حوالي 1.2 مليون داخل أمريكا الشمالية. ويتضمن سلسلة أوديسي أيضًا العديد من العناصر العرضية، بما في ذلك سلسلة فيديو وكتب، والعديد من ألعاب الكمبيوتر. ألف جون كامبل موسيقى لأكثر من 300 حلقة من مغامرات في أوديسي.

## مواقع خارجية
- مغامرات في أوديسي على موقع ميوزك برينز (الإنجليزية)
- Official website
- The Odyssey Scoop
- Adventures in Odyssey Wiki
- Adventures in Odyssey video series at the قاعدة بيانات الأفلام على الإنترنت